# Anochetus evansi
Anochetus evansi é uma espécie de formiga do gênero Anochetus, pertencente à subfamília Ponerinae.